# Documento de posición
Un documento de posición es un ensayo que presenta una opinión sobre un problema, típicamente de un autor u otra entidad específica, tal como un partido político. Los documentos de posición son publicados en el mundo académico, político, de derecho y otros dominios.
Los documentos de posición van desde el formato más simple como una carta al editor hasta la más compleja forma académica de un documento de posición. Los documentos de posición son también usados por grandes organizaciones para hacer públicas las creencias oficiales y recomendaciones del grupo.

## En el mundo académico
Los documentos de posición en el mundo académico permiten la discusión de temas emergentes sin la necesidad de la experimentación e investigación original que normalmente se presentaría en un documento académico. Comúnmente, tal documento justificará las opiniones o posiciones presentadas con evidencias a partir de una extensa discusión objetiva del tema.

## En la política
Los documentos de posición son más útiles en contextos donde la compresión detallada de los puntos de vista de otras entidades es importante; como tal, estos son comúnmente utilizados para campañas políticas, organizaciones gubernamentales, en el mundo diplomático, y en esfuerzos para cambiar valores (e.j. a través de anuncios de servicios públicos) y la marca de la organización. Estos son también una parte importante de los procesos del Modelo de Naciones Unidas.
En gobiernos, un documento de posición yace en algún lugar entre un libro blanco y un libro verde en el que ellos afirman opiniones definitivas y proponen soluciones pero que no irán muy lejos como los planes específicamente detallados para la implementación. 

## En Derecho
En derecho internacional, el término para un documento de posición es un Aide-mémoire. Un Aide-Mémoire es el establecimiento del memorando de los puntos menores de una propuesta de discusión o desacuerdo, utilizado especialmente en comunicaciones poco diplomáticas.